# 浜床丹仮乗降場

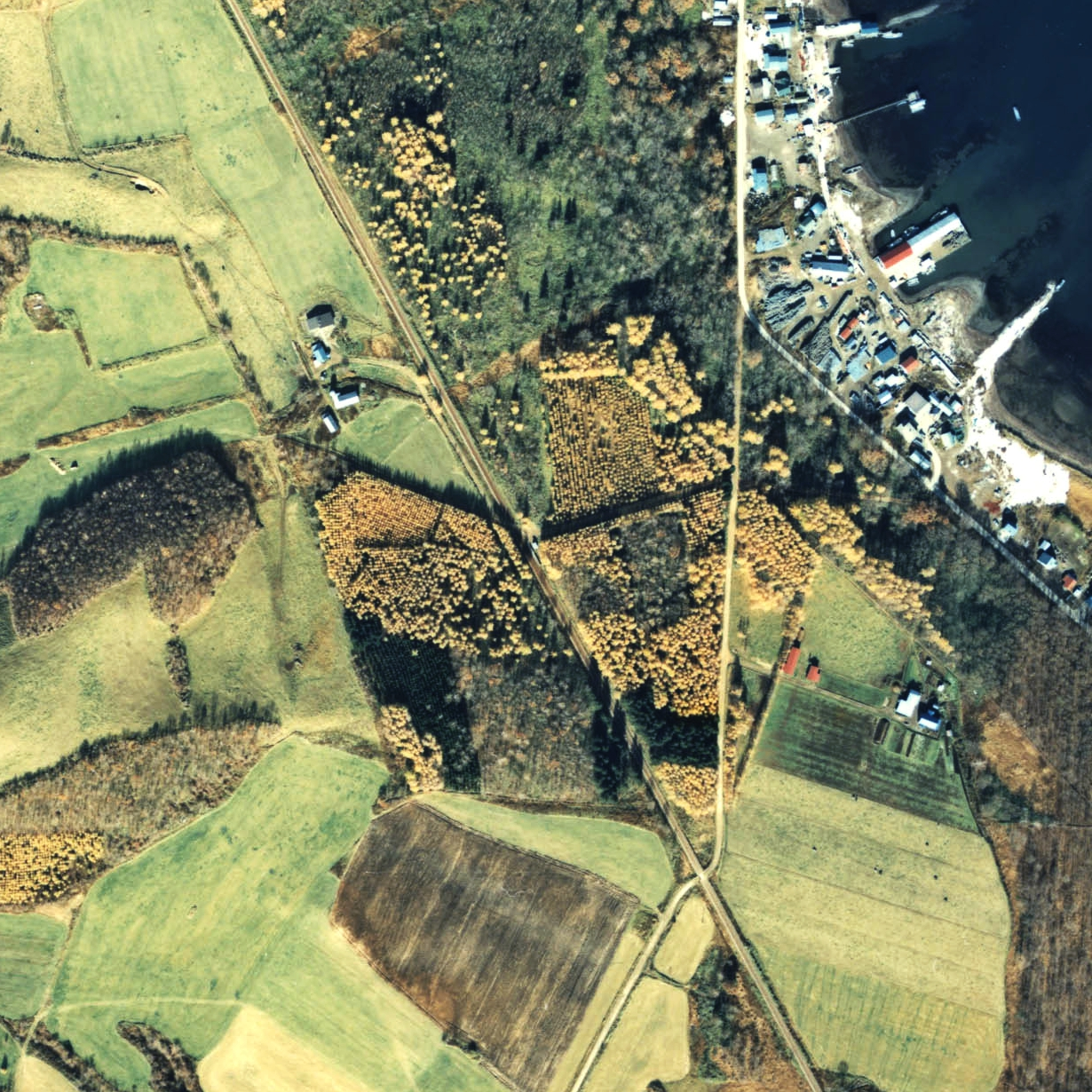
1977年の浜床丹仮乗降場と周囲約750m範囲。下が網走方面。中湧別側に踏切と待合室があり、駅の周囲を造成林が取り囲んで民家はあまりないが、右上に見えるサロマ湖畔に集落がある。

浜床丹仮乗降場（はまとこたんかりじょうこうじょう）は、北海道（網走支庁）常呂郡佐呂間町字若里にかつて存在した、日本国有鉄道（国鉄）湧網線の仮乗降場（廃駅）である。湧網線の廃線に伴い、1987年（昭和62年）3月20日に廃止された。

## 歴史
- 1956年（昭和31年）8月20日 - 日本国有鉄道（国鉄）湧網線の浜床丹仮乗降場（局設定）として開業[1]。
- 1987年（昭和62年）3月20日 - 湧網線の全線廃止に伴い、営業を停止、廃止となる[1]。

## 駅構造
廃止時点で、1面1線の単式ホームを有する地上駅であった。ホームは、線路の北西側（網走方面に向かって左手側）に存在した。転轍機を持たない棒線駅となっていた。
廃止時まで仮乗降場であり、無人駅となっていた。駅舎は無かったが、ホーム南側入口附近に待合所を有していた。ホームは中湧別方にスロープを有し、駅施設外に連絡していた。

## 駅名の由来
当仮乗降場が、所在する地区「床丹」の浜寄りにあったために「浜」を冠した。

## 駅周辺
- 床丹川[4]
- サロマ湖[4]
- 佐呂間町ふれあいバス（フリー乗降区間）

## 駅跡
2011年（平成23年）時点で当仮乗降場の跡地は草むらとなっているが、線路跡は未舗装の道として再利用され、線路跡に沿って防雪林が続いていた。

## 隣の駅
日本国有鉄道
湧網線 
計呂地駅 - 浜床丹仮乗降場 - 床丹駅